# Liste der denkmalgeschützten Objekte in Mitterdorf an der Raab
Die Liste der denkmalgeschützten Objekte in Mitterdorf an der Raab enthält die denkmalgeschützten, unbeweglichen Objekte der Gemeinde Mitterdorf an der Raab im steirischen Bezirk Weiz.

## Denkmäler
| Foto |                 | Denkmal                                                        | Standort                                       | Beschreibung | Metadaten |
| ---- | --------------- | -------------------------------------------------------------- | ---------------------------------------------- | --- | --- |
| ja   | Datei hochladen | Ortskapelle Zur Kreuzerhöhung HERIS-ID: 85163 Objekt-ID: 99351 | Mitterdorf an der Raab Standort KG: Mitterdorf | | BDA-Hist.: Q38184729 Status: § 2a Stand der BDA-Liste: 2025-06-30 Name: Ortskapelle Zur Kreuzerhöhung GstNr.: .34                         |
| ja   | Datei hochladen | Bildstock Pestkreuz HERIS-ID: 85166 Objekt-ID: 99354           | am Oberdorfweg Standort KG: Mitterdorf         | | BDA-Hist.: Q38184740 Status: § 2a Stand der BDA-Liste: 2025-06-30 Name: Bildstock Pestkreuz GstNr.: 473                                   |
| ja   | Datei hochladen | Bildstock HERIS-ID: 85174 Objekt-ID: 99362                     | westlich Obergreith 14 Standort KG: Obergreith | | BDA-Hist.: Q38184750 Status: § 2a Stand der BDA-Liste: 2025-06-30 Name: Bildstock GstNr.: 399/2                                           |
| ja   | Datei hochladen | Schloss Stadl an der Raab HERIS-ID: 37360 Objekt-ID: 36476     | Pichl an der Raab 1 Standort KG: Pichl         | Die mittelalterliche Wasserburg, aus der das Schloss hervorgegangen ist, wurde im 16. Jahrhundert zu einem Renaissance-Schloss ausgebaut, seine heutige Gestalt erhielt es um 1680. Es besteht aus einem eigentlichen Schloss und einem freistehenden Torturm, vor dem man die zwei mittlerweile zugeschütteten Wassergräben überquerte. Der zweigeschoßige Torturm mit Zeltdach weist ein Portal auf, das von vier bemalten Figuren – zwei Geharnischten und zwei Frauen – flankiert ist und zwischen denen die von zwei Löwen gehaltenen Wappen derer von Stadl und derer von Kainach dargestellt sind. Es ist das früheste steirische Schlossportal mit lebensgroßen Figuren und wird Filiberto Pocabello zugeschrieben. Das eigentliche Schloss ist ein unregelmäßiges, hauptsächlich dreigeschoßiges Gebäude um einen länglichen Arkadenhof. Der Osttrakt weist zwei quadratische Ecktürme auf. | BDA-Hist.: Q2243574 Status: Bescheid Stand der BDA-Liste: 2025-06-30 Name: Schloss Stadl an der Raab GstNr.: .1 Schloss Stadl an der Raab |